# Hugues de Montfort
Hugues de Montfort, también Hugues el Barbudo (cum Barba; Latín: Hugo de Monteforti filius Tustini, m. 1040) fue un noble normando, señor de Montfort-sur-Risle, Rozel y de Barneville. Era hijo de Thurstan de Bastembourg. El cronista Wace en su Roman de Brut, escribió:
Una gran disputa estalló entre Vauquelin de Ferrières y Hugues, señor de Montfort; no sé quién tenía razón y quién no, pero libraron una feroz guerra entre sí y no pudieron reconciliarse; ni por medio de obispos ni señores se pudo establecer la paz o el amor entre ellos. Ambos eran buenos caballeros, audaces y valientes. Una vez se encontraron, y la rabia de cada uno contra el otro era tan grande que lucharon hasta la muerte. No sé quién se comportó con más valentía, o quién cayó primero, pero el resultado de la pelea fue que Hugo fue matado y Walkelin también cayó; ambos perdieron la vida en la misma pelea y el mismo día.

## Herencia
Se desconoce el nombre de su esposa. Pero los anales registran tres hijos: 
- Hugues II de Montfort, señor de Montfort-sur-Risle;
- Raúl de Montfort:
- Roberto de Montfort.